# Hygge

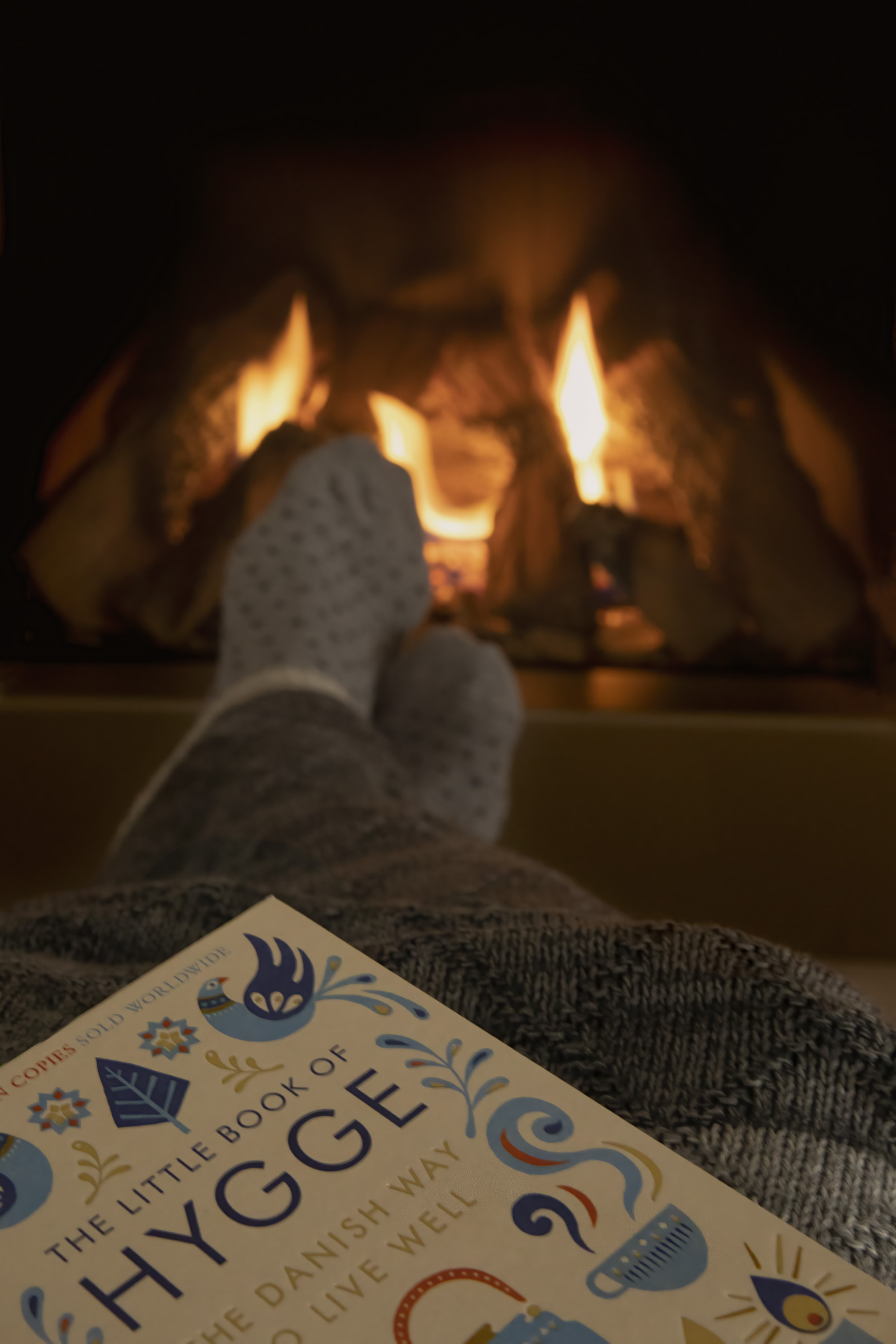
Un instant « hygge ».

Hygge (prononcé en danois [ˈhyɡə] "hu-gueu") est un mot d’origine danoise et norvégienne faisant référence à un sentiment de bien-être, une humeur joyeuse et une atmosphère intime et chaleureuse. Le hygge est un état d’esprit positif procuré par un moment jugé réconfortant, agréable et convivial. Selon le livre de Meik Wiking, « 7 Danois sur 10 affirment que le bonheur se trouve dans leur foyer ».
Ce terme est aujourd’hui principalement utilisé au Danemark et se traduit difficilement dans d’autres langues.

## Origines
Le mot hygge est un mot d’origine norvégienne qui est apparu au Danemark au Moyen Âge. Selon l'expert linguistique Ole Lauridsen, le mot hygge signifiait alors « penser ». La signification du mot a ensuite évolué vers « mûrement réfléchi ».
C’est au XIXe siècle que le mot hygge prend le sens qu’on lui connaît aujourd’hui. Le Danemark traverse alors une période difficile car son empire s'émiette petit à petit. En 1807 et à la suite de son alliance avec Napoléon, Copenhague est bombardée par l’Angleterre. Viendra ensuite l’annexion de la Norvège, appartenant alors au Danemark, par la Suède (traité de Kiel) et, en 1864, des duchés de Sleswig, de Holstein et de Lauenbourg par l'empire d'Autriche et le royaume de Prusse.
En l’espace d’un siècle, le royaume du Danemark a perdu une grande partie de son territoire. À la suite de ces pertes, « les Danois ont commencé à s’identifier avec la petitesse ». C’est dans ce contexte de défaites militaires que les Danois ont commencé à accorder une grande importance au mot hygge. Le hygge, c’est « le sentiment qu'on est en sécurité, à l’abri du monde, et qu'on peut baisser la garde », écrit Meik Wiking, directeur de l'Institut de recherche sur le bonheur à Copenhague. Il s’agit d’« une stratégie de survie ».

## Définition actuelle
Le hygge, aujourd’hui, est complètement considéré comme un art de vivre qui permet de rester positif lors des longs hivers danois, où le soleil ne se montre que très rarement. En effet, les heures d'ensoleillement ne rallongent qu'à partir du mois de février (entre 7 et 8 heures de soleil par jour). Le hygge est, aussi et surtout, une philosophie et fait acte d’un optimisme quotidien. Le hygge est un sentiment de bien-être lié à une ambiance conviviale et chaleureuse. Ainsi, une atmosphère, une décoration, un lieu, un évènement, une activité peuvent être caractérisés par le terme hygge (ou hyggelig, soit l’adjectif correspondant au mot hygge).
Le hygge propose une conception non-matérialiste du bonheur. Il s’agit, en fait, d’apprécier pleinement les petits moments du quotidien et d’apprendre à les privilégier. Le hygge est un concept qui invite à profiter du plaisir des petites choses comme un dîner entre amis, un moment en famille, siroter un chocolat chaud en écoutant tomber la pluie, s’asseoir près d’un feu, etc..
Comme tous les arts de vivre, le hygge se « pratique » : il ne s’agit pas que d’un état d’esprit. Les adeptes de cette philosophie de vie danoise ont par exemple pour habitude d’allumer des bougies (les Danois en brûlent plus de six kilos par personne et par an), ou bien d’enfiler de grosses chaussettes de laine. La cuisine tient aussi une place de choix dans la culture hygge : se préparer des petits plats sucrés ou réconfortants n’est pas rare. Le bain chaud et le verre de vin rouge du soir, sont aussi des classiques d’une vie pensée hyggelig.
Habitués à rester chez eux lors des longues soirées d’hiver qui jalonnent leur calendrier, les Danois reçoivent beaucoup. Dehors il fait trop froid alors les activités entre amis se font en intérieur, notamment autour de jeux de cartes et de société. C’est aussi en raison de tout ce temps passé chez eux que les Danois (et les Scandinaves en général) ont développé un tel sens de la décoration intérieure. Quitte à rester cloîtré, autant que l'environnement soit beau.
Le hygge peut faire aimer l’hiver. Mais il se pratique aussi durant les beaux jours. Une fois baignés de soleil, les Danois pique-niquent en groupe, s’offrent des siestes au grand air, partent en promenade à vélo… En toute saison, la philosophie reste la même : savoir profiter de la vie, apprécier les petits bonheurs du quotidien et s’ouvrir aux autres.

## Esthétiquehygge
L’intérieur d’une maison scandinave est primordial. Les Danois, notamment, passent beaucoup de leur temps libre chez eux, protégés des rigueurs de l’hiver. Ils optent pour des fauteuils confortables, agrémentent leur décoration intérieure de touches locales et internationales, entourent leurs tables basses de beaux livres, couvrent leurs sols de chauds tapis tels les tapis suédois et donnent généralement à leur intérieur un air accueillant. De nombreux produits et livres se sont inspirés de cette philosophie pour la diffuser dans le monde entier.
On peut notamment retrouver cette volonté de créer une ambiance chaleureuse au cœur des inspirations des styles de décoration d'intérieur scandinave et Japandi.

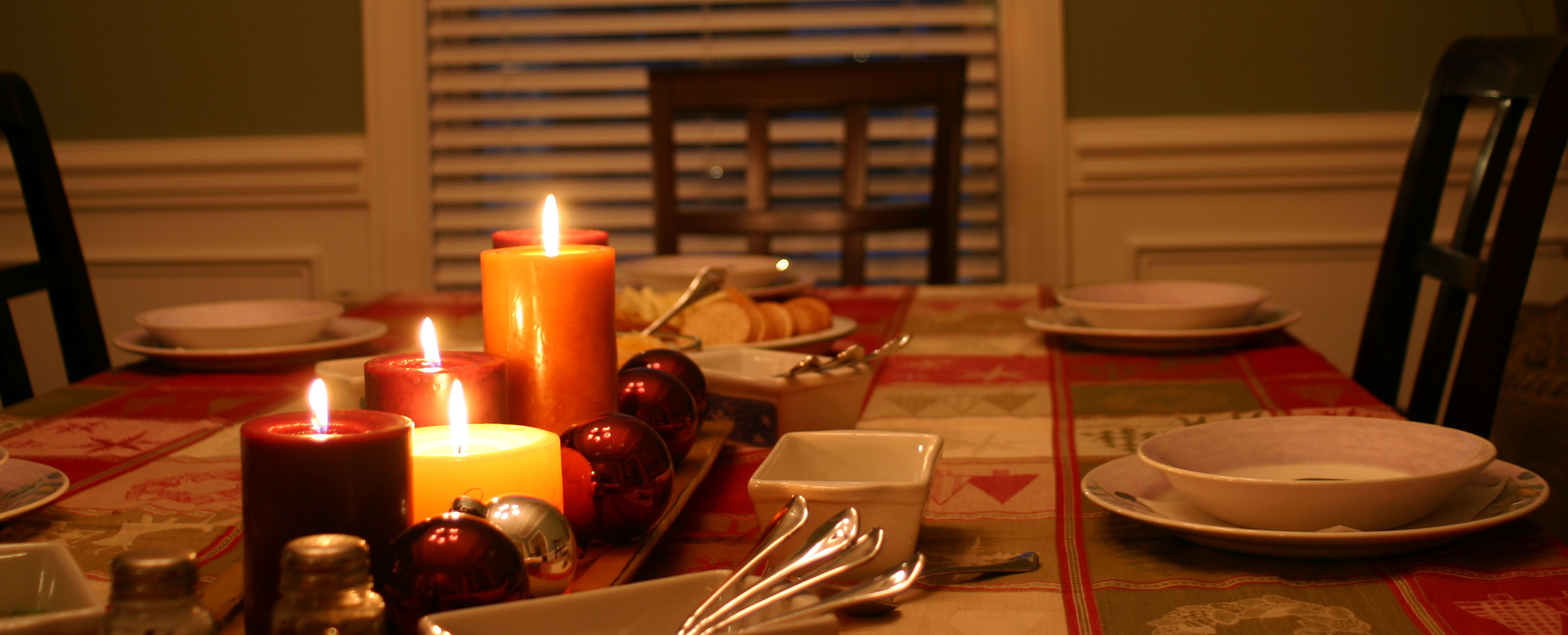
Certaines décorations ou certains moments de l'année peuvent être plus propices au hygge...
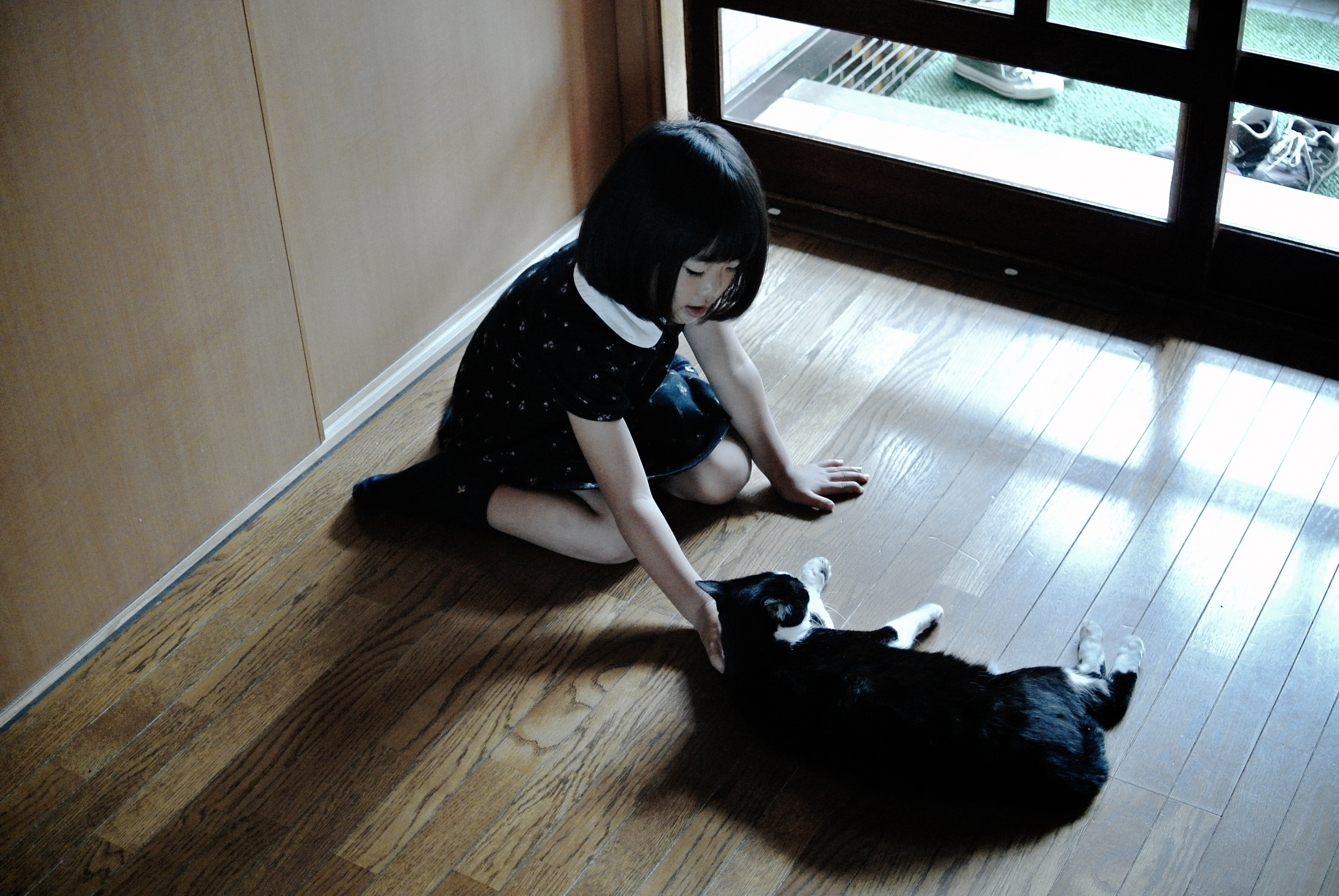
... la présence de certains animaux « réconfortants » ou « apaisants » est également un élément du hygge pour certaines personnes.
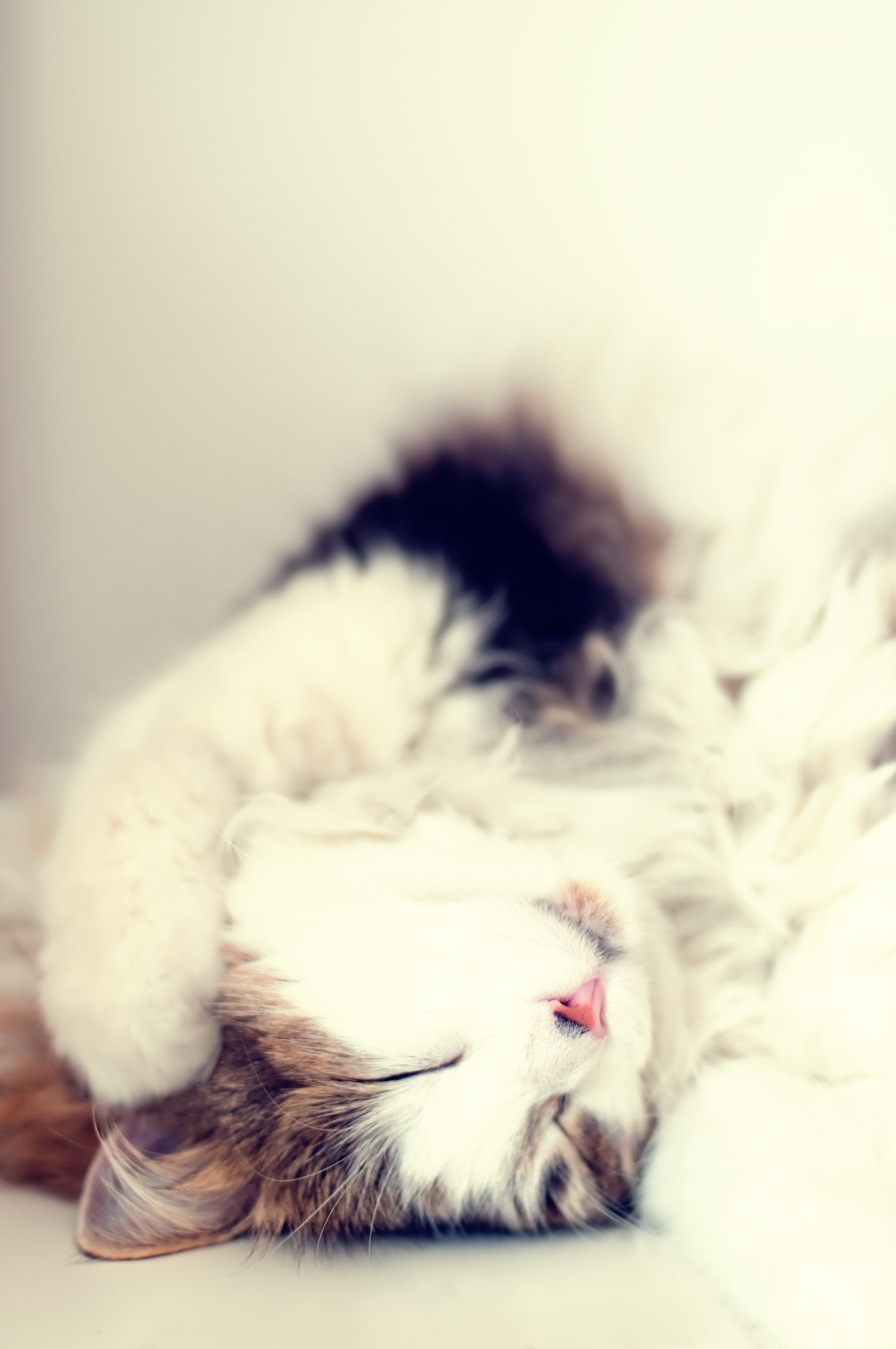
Parfois même, la simple vue ou évocation d'un élément jugé réconfortant peut évoquer le hygge.

## Traduction
Il s’agit d’un sentiment de réconfort et de sécurité procuré par les événements de tous les jours. Les Danois ont simplement trouvé un mot pour mieux apprécier et prêter attention à ces petits moments, qui sont pourtant présents dans toutes les cultures. 
Certaines cultures ont d’ailleurs des équivalents plus ou moins proches du terme hygge. Les concepts néerlandais gezellig, norvégien koselig, suédois mysig, se rapprochent le plus de la notion danoise hygge.  Par contre, les mots anglais cosy, allemand Gemütlichkeit, français cocooning signifiant « sympa » ne traduisent que partiellement ce concept, par exemple, un environnement.

## Citations
Le mot est utilisé pour devenir le titre d'une chanson dans la comédie musicale Frozen à Broadway.